# Sergentomyia sumbarica
Sergentomyia sumbarica är en tvåvingeart som först beskrevs av Perfiliew 1933.  Sergentomyia sumbarica ingår i släktet Sergentomyia och familjen fjärilsmyggor. Inga underarter finns listade i Catalogue of Life.